# Edward Cedeño
Edward Edier Cedeño Guerrel (Panama, 5 luglio 2003) è un calciatore panamense, centrocampista del Tarazona in prestito dal Potros del Este e della nazionale panamense.

## Carriera

### Club
Cresciuto nel settore giovanile del Potros del Este, ha debuttato in prima squadra il 18 settembre 2021 nell'incontro di Liga Panameña de Fútbol contro l'Herrera nel quale ha segnato il gol del definitivo 1-1 al 96' minuto.
Nel 2023 è stato ceduto in prestito all'Alajuelense, dove ha trascorso una stagione giocando con buona frequenza.
Il 21 agosto 2024 è passato, sempre in prestito, al Tarazona.

### Nazionale
Ha giocato nelle nazionali giovanili panamensi Under-19, Under-20 ed Under-23.
Ha debuttato con la nazionale maggiore panamense il 7 giugno 2025 nell'incontro di qualificazione per il campionato mondiale 2026 vinto per 0-2 in trasferta contro il Belize.
Nel 2025 è stato incluso nella lista dei convocati per la CONCACAF Gold Cup 2025.

## Statistiche
Statistiche aggiornate al 16 giugno 2025.

### Presenze e reti nei club
| Stagione        | Squadra         | Campionato      | Campionato | Campionato | Coppe nazionali | Coppe nazionali | Coppe nazionali | Coppe continentali | Coppe continentali | Coppe continentali | Altre coppe | Altre coppe | Altre coppe | Totale | Totale | Totale |
| Stagione        | Squadra         | Comp            | Pres       | Reti       | Comp            | Pres            | Reti            | Comp               | Pres               | Reti               | Comp        | Pres        | Reti        | Pres   | Reti   |        |
| --------------- | --------------- | --------------- | ---------- | ---------- | --------------- | --------------- | --------------- | ------------------ | ------------------ | ------------------ | ----------- | ----------- | ----------- | ------ | ------ | ------ |
| 2021            | Potros del Este | LPF             | 5          | 1          | CP              | 0               | 0               | -                  | -                  | -                  | -           | -           | -           | 5      | 1      |        |
| 2022            | Potros del Este | LPF             | 11         | 0          | CP              | 0               | 0               | -                  | -                  | -                  | -           | -           | -           | 11     | 0      |        |
| 2022-2023       | Alajuelense     | PD              | 0          | 0          | CRC             | 2               | 0               | -                  | -                  | -                  | -           | -           | -           | 2      | 0      |        |
| 2023-2024       | Alajuelense     | PD              | 21         | 0          | CRC             | 2               | 0               | CCC+CCAC           | 1+4                | 0                  | -           | -           | -           | 28     | 0      |        |
| 2024-2025       | Tarazona        | PF              | 28         | 1          | CR              | 0               | 0               | -                  | -                  | -                  | -           | -           | -           | 28     | 1      |        |
| Totale carriera | Totale carriera | Totale carriera | 65         | 2          |                 | 4               | 0               |                    | 5                  | 0                  |             | -           | -           | 74     | 2      |        |

### Cronologia presenze e reti in nazionale
| Cronologia completa delle presenze e delle reti in nazionale ― Panama | Cronologia completa delle presenze e delle reti in nazionale ― Panama | Cronologia completa delle presenze e delle reti in nazionale ― Panama | Cronologia completa delle presenze e delle reti in nazionale ― Panama | Cronologia completa delle presenze e delle reti in nazionale ― Panama | Cronologia completa delle presenze e delle reti in nazionale ― Panama | Cronologia completa delle presenze e delle reti in nazionale ― Panama | Cronologia completa delle presenze e delle reti in nazionale ― Panama |
| Data                                                                  | Città                                                                 | In casa                                                               | Risultato                                                             | Ospiti                                                                | Competizione                                                          | Reti                                                                  | Note                                                                  |
| --------------------------------------------------------------------- | --------------------------------------------------------------------- | --------------------------------------------------------------------- | --------------------------------------------------------------------- | --------------------------------------------------------------------- | --------------------------------------------------------------------- | --------------------------------------------------------------------- | --------------------------------------------------------------------- |
| 7-6-2025                                                              | Belmopan                                                              | Belize                                                                | 0 – 2                                                                 | Panama                                                                | Qual. Mondiali 2026                                                   | -                                                                     | 73’                                                                   |
| 10-6-2025                                                             | Panama                                                                | Panama                                                                | 3 – 0                                                                 | Nicaragua                                                             | Qual. Mondiali 2026                                                   | -                                                                     | 13’ 64’                                                               |
| 24-6-2025                                                             | Austin                                                                | Panama                                                                | 4 – 1                                                                 | Giamaica                                                              | Gold Cup 2025 - 1° turno                                              | -                                                                     | 84’                                                                   |
| Totale                                                                |                                                                       | Presenze                                                              | 3                                                                     |                                                                       | Reti                                                                  | 0                                                                     |                                                                       |

## Palmarès

### Club

#### Competizioni internazionali
- CONCACAF Central American Cup: 1

Alajuelense: 2023